# Юго-центральная часть штата Сеара

Юго-центральная часть штата Сеара на карте.

Юго-центральная часть штата Сеара (порт. Mesorregião do Centro-Sul Cearense) — административно-статистический мезорегион в Бразилии, входит в штат Сеара. Население составляет 376 239 человек (на 2010 год). Площадь — 9 945,526 км². Плотность населения — 37,83 чел./км².

## Демография
Согласно сведениям, собранным в ходе переписи 2010 г. Национальным институтом географии и статистики (IBGE), население мезорегиона составляет:
| Полное население                            | Полное население                            | Полное население                            | Полное население                            | 376 239 |
| ------------------------------------------- | ------------------------------------------- | ------------------------------------------- | ------------------------------------------- | ------- |
| в том числе:                                | Городское население                         | 227 667                                     | Процент городского населения, %             | 60,51   |
|                                             | Сельское население                          | 148 572                                     | Процент сельского населения, %              | 39,49   |
|                                             | Мужское население                           | 184 331                                     | Процент мужского населения, %               | 48,99   |
|                                             | Женское население                           | 191 908                                     | Процент женского населения, %               | 51,01   |
| Плотность населения, чел/км²                | Плотность населения, чел/км²                | Плотность населения, чел/км²                | Плотность населения, чел/км²                | 37,83   |
| Население мезорегиона в % к населению штата | Население мезорегиона в % к населению штата | Население мезорегиона в % к населению штата | Население мезорегиона в % к населению штата | 4,45    |

## Статистика
- Валовой внутренний продукт на 2003 составляет 834 062 305,00 реалов (данные: Бразильский институт географии и статистики).
- Валовой внутренний продукт на душу населения на 2003 составляет 2286,82 реалов (данные: Бразильский институт географии и статистики).
- Индекс развития человеческого потенциала на 2000 составляет 0,636 (данные: Программа развития ООН).

## Состав мезорегиона
В мезорегион входят следующие микрорегионы:
1. Игуату
2. Лаврас-да-Мангабейра
3. Варзеа-Алегри